# Prieuré de Moreaucourt
 (juillet 2025).
Le prieuré de Moreaucourt, parfois orthographié Moréaucourt (on trouvait aussi autrefois Moriaucourt) était un prieuré de moniales appartenant à l'Ordre de Fontevraud situé sur le territoire de la commune de L'Étoile dans la Somme en Picardie, fondé en 1146 et disparu à la Révolution française.

## Localisation

### Situation géographique
Le prieuré de Moreaucourt est situé dans la commune de l'Étoile, dans le département de la Somme, en région Hauts-de-France. Il est situé dans la vallée de la Nièvre, à deux kilomètres de sa confluence avec la Somme, à mi-chemin entre les villages de Flixecourt et de l'Étoile.

## Histoire
La date de fondation du prieuré de Moreaucourt fait l'objet d'interprétations divergentes. La plupart des historiens situent cet événement en 1146, attribuant la création du prieuré à Aléaume d'Amiens, sur des terres lui appartenant au lieu-dit « Moreaucourt » (Moricortis).
D'autres sources, notamment le père Daire et un document en latin approximatif conservé parmi les papiers du chanoine Villemen aux archives départementales, avancent la date de 1165.
En l'absence de documents contemporains incontestable, la date exacte de la fondation demeure incertaine.
Il abritait une communauté de moniales de l'ordre de Fontevraud. Une certaine Mathilde en fut la prieure.
Une bulle du pape Alexandre III du 13 mars 1178 confirma donations et privilèges. Le prieuré reçut des donations importantes comme celles du comte Simon de Ponthieu ou du châtelain de Péronne. Il s'agrandit en 1228.
Le prieuré fut détruit à plusieurs reprises : 1455, 1475, 1492, 1522, 1595... À chaque fois, il fut reconstruit.
En 1628, Jeanne-Baptiste de Bourbon, future abbesse de Fontevraud, passa par Moreaucourt, la prieure étant Marie Cornet.
En 1636, après une série de décès suspects et pour fuir les invasions espagnoles, les religieuses de Moreaucourt se fixèrent définitivement à Amiens, utilisant des matériaux de Moreaucourt pour construire leur nouveau monastère situé à l'emplacement de l'actuelle bibliothèque Louis-Aragon. Le prieuré de Moreaucourt entra alors dans l'oubli.

## Sauvetage des ruines
En 1926, les ruines du prieuré sont protégées au titre des monuments historiques : inscription par arrêté du 18 mai 1926.
En 1967, elles furent redécouvertes par Gérard Cahon, professeur d’arts plastiques, accompagné de quelques-uns de ses élèves de l’école de La Salle à Amiens, puis des fouilles archéologiques furent entreprises de 1968 à 1991. La Communauté de communes du Val de Nièvre et environs est propriétaire du prieuré de Moreaucourt. Le site est géré par l'association Les Amis de Moreaucourt, il est ouvert au public sous certaines conditions.

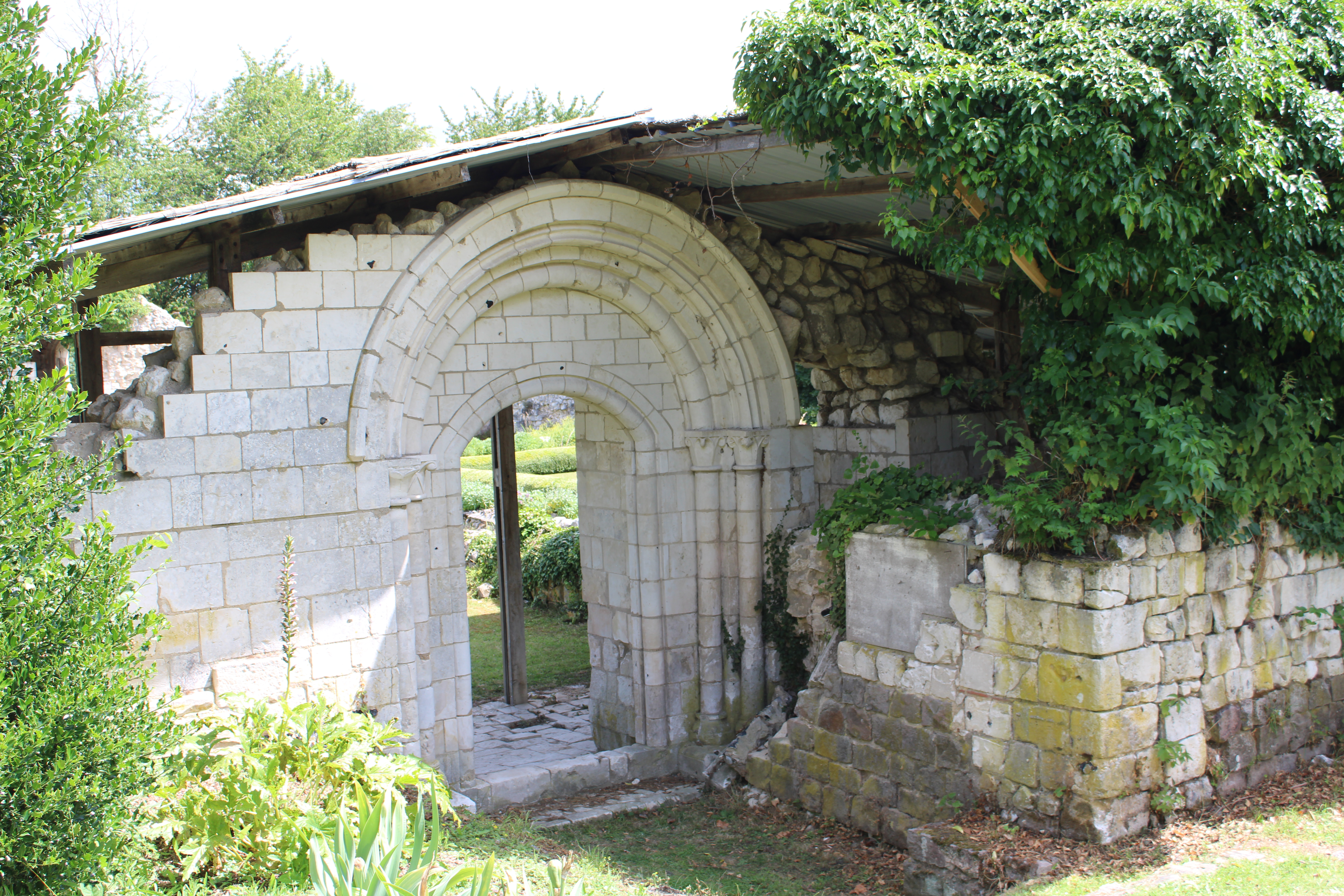
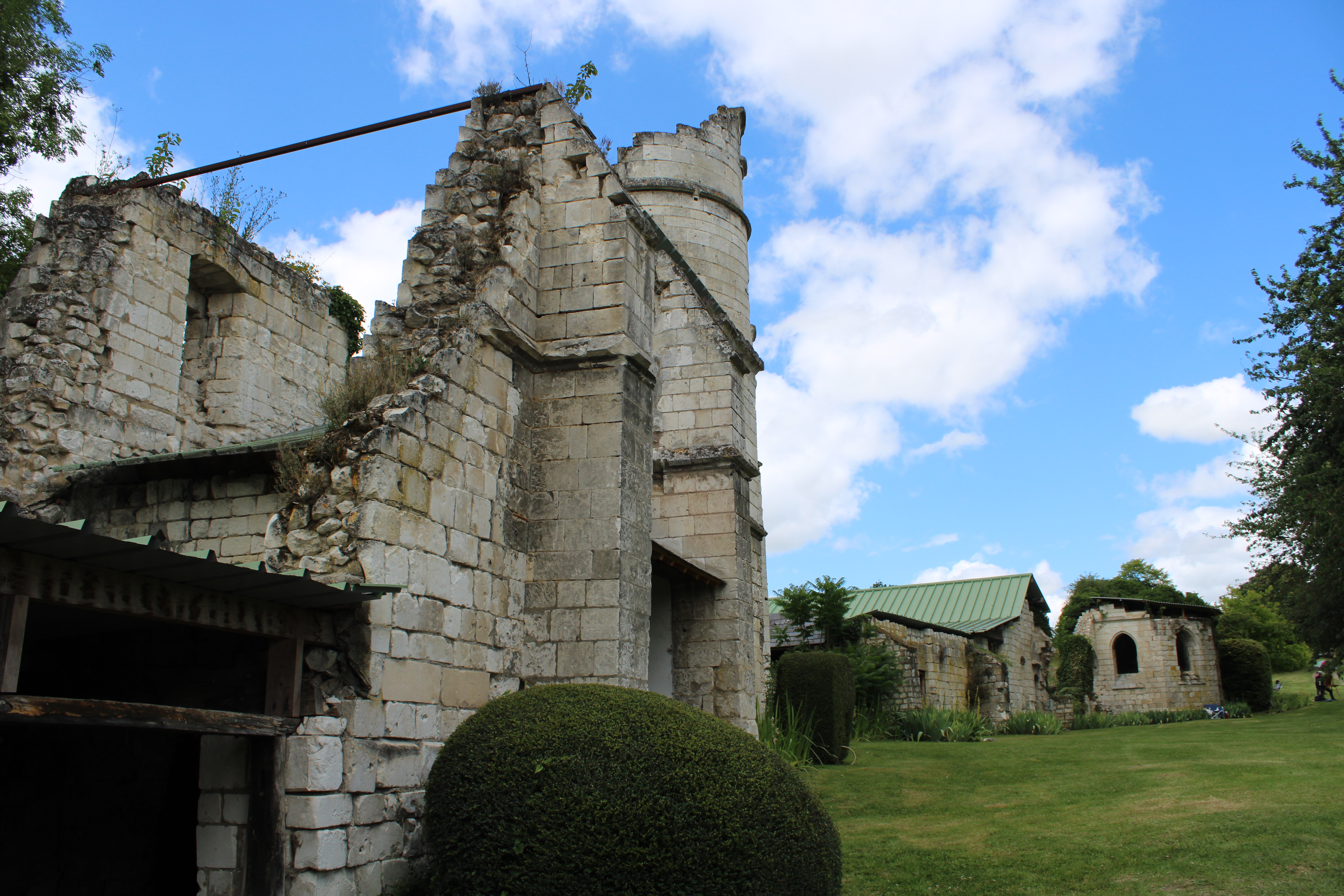
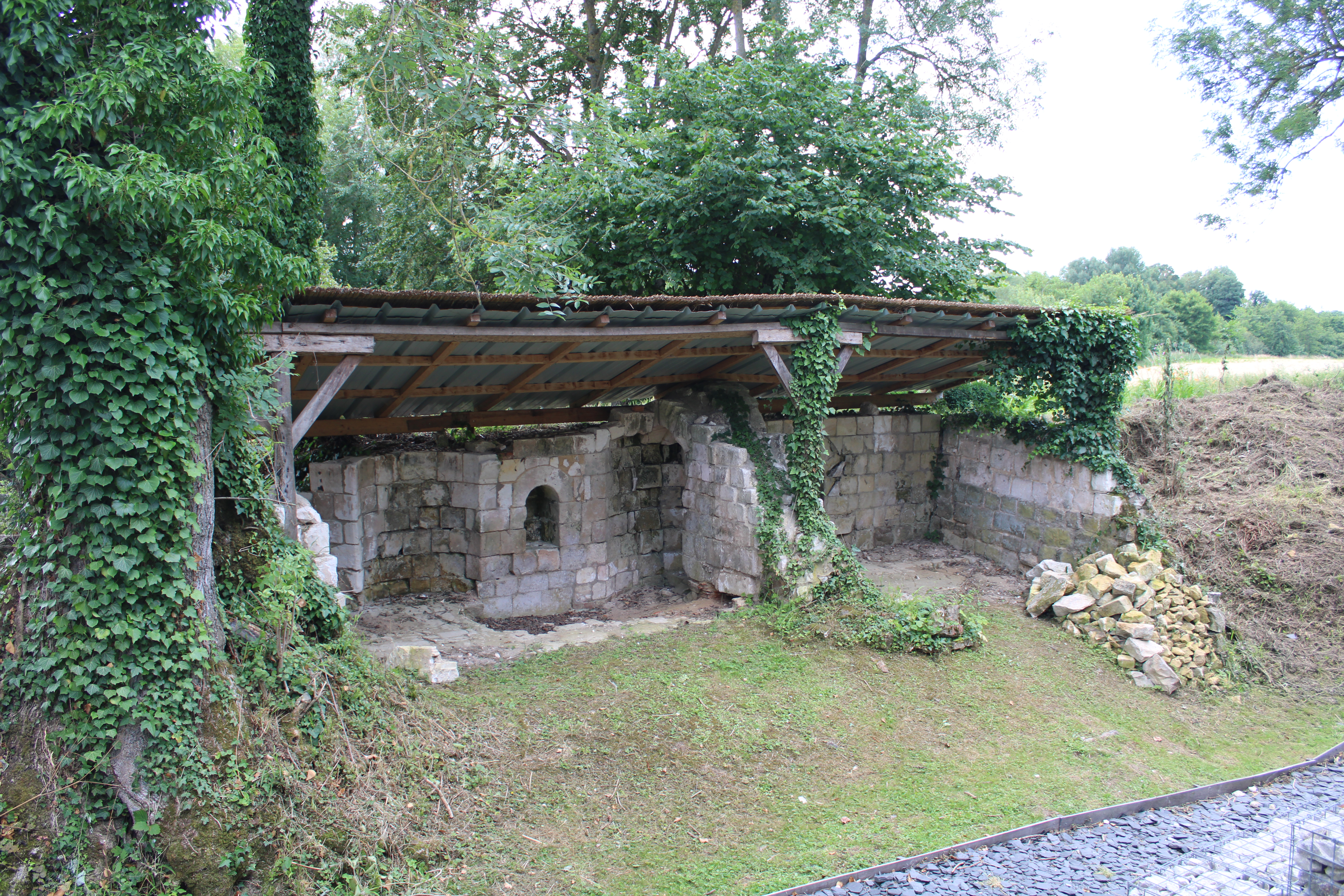
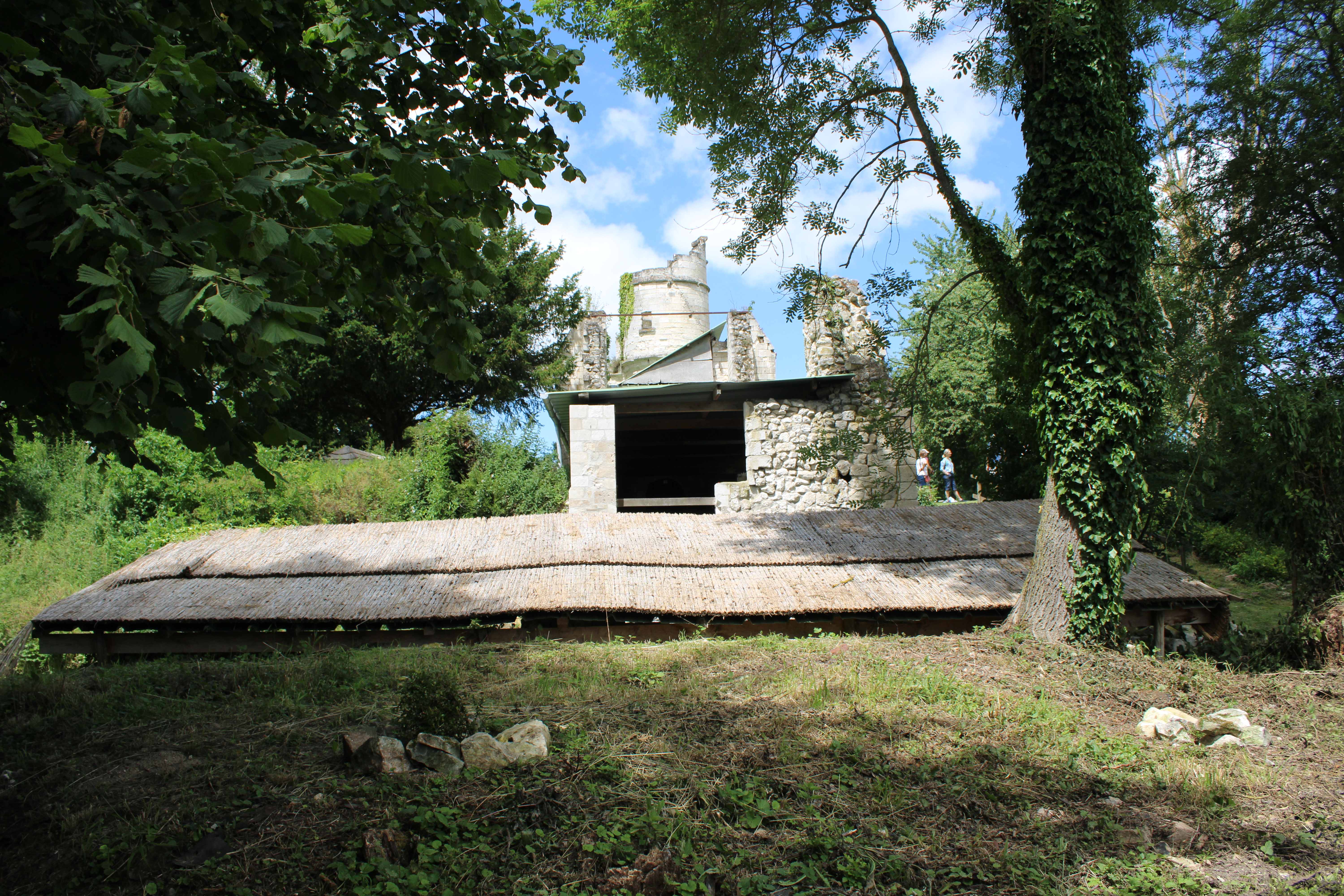